# Fagaceae
Fagaceae Dumort., 1829 è una famiglia di angiosperme eudicotiledoni appartenenti all'ordine Fagales. Prende nome dal faggio (Fagus) e comprende alberi e arbusti che hanno una notevole importanza forestale e che rappresentano i principali componenti delle foreste temperate dell'emisfero nord. Alcuni dei boschi italiani di maggiore importanza ambientale e forestale sono formati da specie di questa famiglia: faggi, querce e castagni.

## Caratteristiche
Le Fagaceae sono piante legnose, generalmente alberi, con foglie alterne; semplici; a margine intero, dentato o lobato, sempreverdi o caduche.
I fiori sono unisessuali, raramente ermafroditi, raccolti in infiorescenze poco vistose, chiamate amenti o glomeruli.
I fiori sono forniti di tepali in numero di 4-7; quelli maschili hanno stami in numero uguale o doppio rispetto ai pezzi del perigonio, quelli femminili possiedono un ovario infero formato da 3-6 carpelli saldati con 3-6 stili.
L'impollinazione è anemofila, cioè effettuata dal vento. Esistono però alcune eccezioni: nel castagno, sebbene l'anemofilia sia la via principale, anche gli insetti giocano un ruolo importante nella fecondazione dei fiori.
I frutti sono secchi, indeiscenti, tecnicamente noci, parzialmente o totalmente circondati da una cupola, derivata dalle brattee. Sono ben note le ghiande e le castagne.

## Distribuzione
Questa famiglia è ben rappresentata nei climi temperati e caldi dell'Emisfero boreale (Europa, Asia e America). Manca invece nelle regioni artiche, e in quasi tutta l'Africa, eccetto la striscia prossima al Mar Mediterraneo. 
La maggiore diversità a livello di genere si ritrova nell'Asia sud orientale, dove si è differenziata la maggior parte dei generi prima della loro migrazione verso l'Europa e il Nord America.

## Tassonomia
La famiglia fu istituita da Dumortier nel 1829.
Da allora l'attribuzione dei principali generi è rimasta sostanzialmente stabile, con lievi ritocchi.
La famiglia viene divisa in due sottofamiglie e in essa sono riconosciuti 8 generi:
- Quercoideae Örsted con i generi:
  - Castanea Mill. il castagno (una decina di specie distribuite in Europa, Asia e Nordamerica)
  - Castanopsis (D. Don) Spach (oltre 100 specie esclusive dell'Asia);
  - Chrysolepis Hjelmq. (due sole specie del Nordamerica);
  - Lithocarpus Blume (più di 300 specie dell'Asia);
  - Notholithocarpus Manos, Cannon & S. H. Oh (una sola specie in America settentrionale,[5] precedentemente attribuita al genere Lithocarpus)[3]
  - Quercus L., le querce, genere che da solo comprende oltre metà delle specie della famiglia (più di 400 specie distribuite in tutto l'emisfero boreale e anche marginalmente a sud dell'Equatore, in Indonesia);
  - Trigonobalanus Forman, genere istituito nel 1962[6] (tre specie in Asia e Colombia);
- Fagoideae K. Koch con il solo genere:
  - Fagus L., i faggi (una decina di specie, di cui una in Europa, una nel Vicino Oriente ed una nel Nordamerica orientale, le altre nella regione sino-giapponese);

Inoltre, è stato prodotto in coltura un ibrido intergenerico denominato × Castanocastanea P.V.Heath (tra Castanea e Castanopsis).
Non è compreso nell'elenco il genere Nothofagus, che è attribuito a una famiglia a sé stante, le Notofagacee.

## Fossili
I fossili più antichi conosciuti di questa famiglia risalgono a circa 90 milioni di anni fa (periodo Cretacico superiore). Peraltro secondo il Palaeobiology Database alcuni fossili dei genere †Dryophyllum e forse anche già Fagus e Quercus devono essere attribuiti al periodo Albiano (100-110 milioni di anni fa, Cretaceo inferiore).
Tra i generi fossili non più viventi, menzioniamo:
- †Amentogerdiopollenites (Oligocene)
- †Amplobalanus (Oligocene)
- †Antiquacupula (Cretaceo Superiore)
- †Dryophyllum (diverse specie, dal Cretaceo all'Oligocene)
- †Parvobalanus (Oligocene)
- †Pseudofagus (Miocene)